# Ansitz Thurnhof
Der Ansitz Thurnhof (auch Thurnschlössl genannt) liegt in der Gemeinde Flachau im Bezirk St. Johann im Pongau des Landes Salzburg. Der Ansitz ist u. a. dadurch berühmt geworden, dass Salome Alt mit ihren Kindern 1611 vor den einrückenden bayerischen Truppen von ihrem Lebensgefährten Erzbischof Wolf Dietrich von Raitenau nach Flachau in Sicherheit gebracht wurde. Es wird angenommen, dass der Ansitz Thurnhof gemeinsam mit dem Schloss Höch und dem Ansitz Scharfett eine auch eine Art Grenzbefestigung dargestellt haben könnten.

## Geschichte
Dem Stift Admont gehörten ab dem Jahr 1074 weite Gebiete des Enns- und Fritztales. Die rittermäßigen Herren von Flachau waren als Lehensträger des Stiftes die Besitzer der Flachau und des Thurnhofes. Erstmals wird 1160 ein Heinrich von Flachau hier genannt, 1290 sind Marquard von Flachau und 1299 Otto von Flachau bezeugt.
Diese Familie verschwindet in der Mitte des 14. Jahrhunderts und an ihre Stelle treten die Gärr, welche aus Südtirol stammend seit dem 12. Jahrhundert in Salzburg nachgewiesen sind. Von dem um 1300 verstorbenen Hermann Gärr zeugt ein Grabstein im Kreuzgang von Kloster St. Peter, das sein Wappen mit einem Ger zeigt. Entweder er oder sein Nachkomme Konrad, Richter zu Radstadt und verheiratet mit Lucy von Schernberg, hatte den Turm in der Flachau erworben. Auch der nächste der Gärr hieß Konrad und war Richter in Radstadt und im Lungau; er nannte sich Gärr bei der Enns oder Gärr vom Garrenhof. Sein Sohn Konrad nannte sich 1380 aber von Flachau. Dann folgten ein Niklas Gärr und ein Georg Gärr, der sich von dem Turme in der Flachau nannte. Dieser war am Igelbund beteiligt. 1432 befreite ihn der Abt von Admont von allen Abgaben, die er für sein Lehen an der Enns da der Turm aufsteht zu leisten hatte. Aus dem Ehevertrag des Georgs mit der Katharina Kalchosberger geht hervor, dass dieser Gärr auch Lehen vom Salzburger Erzbischof erhalten hat. 1460 wurden damit Konrad und Dorothea Gärr beliehen. Nach dem Tod des Georg († 1473) suchten seine Töchter Benigna und Dorothea darum an, dass die Güter ihnen verliehen wurde. Erzbischof Bernhard von Rohr stimmte zu, dass ausnahmsweise der Gatte der Benigna, Jakob Schlafhauser, damit belehnt wurde. Nach dem Ende der Familie Gärr wird 1496 noch ein Kristan am Thurn in der Flachau genannt.
Auf dem zum Turm gehörenden Meierhof waren 1539 Urban und Brigitte Neupacher ansässig; auf diese folgten die Tochter Veronika und dann Georg und David die Neupacher. 1580 wurde der Besitz von Michael Klingmoser, Stadtrichter von Radstadt und verheiratet mit Sophie geborene Seibl von Eppan, erworben. Klinglmoser war ein aufstrebender Beamter, dessen adelsmäßige Herkunft trotz seiner Verheiratung mit einer Frau aus dem Geschlecht der Grafen von Eppan nicht sicher war. Als sein Sohn Christoph die Güter des Vaters übernahm, wurde er von seinem Vetter, dem Gewerken Martin Strasser von Neudegg wegen seiner unsicheren rittermäßigen Herkunft gerügt. Aufgrund kaiserlicher Adelsfreiheiten übernahm er ein Prädikat nannte er sich Christoph Klinglmoser zum Thurn. Seine Witwe Sabina von Graben zum Stain vermachte den freieigenen Turm und den dazugehörenden Bauernhof der Vikariatskirche zu Radstadt. Als 1641 der Erbfall eintritt, wird der Turm dem Thurnhofbauer zur weiteren Nutzung überlassen. Weitere Besitzer waren: Ruprecht und Veit Neupacher (1604), Georg und David, Söhne des Veit; der Sohn des David – ebenfalls mit Namen Veit – kauft seinem Vetter dessen Anteil ab. 1666 heiratete Veit die Barbara Puchsteiner und übergibt an seinen Sohn Hans, verheiratet ab 1708 mit Ursula Steger. Diesem folgt 1742 ein Veit, verheiratet mit Maria Clara Laubichler, und auf diesen 1787 ein Thomas, verheiratet seit 1802 mit Maria Steger. Dann folgen Rupert Neupacher (1819) sowie Anna Neupacher und ihr Mann Markus Rupert Scharfetter (1847). 1861 ist Schafretter Alleinbesitzer. Er verkauft 1876 den Hof an Franz und Katharina Klieber und diese wieder an Georg und Katharina Buchsteiner (1887).
1892 erwirbt Michael Laubichler den Hof. 1933 gelangt dieser an Elisabeth Laubichler. Sie wird von ihrem Neffen Franz und seiner Frau Maria Laubichler beerbt (1958). Die Familie Laubichler (Thurnhofbauer) ist auch heute noch im Besitz des Anwesens.

## Ansitz Thurnhof heute
Der Turm liegt innerhalb eines 40 m im Durchmesser betragenden Grabenrings. Dies lässt die Vermutung zu, dass er einst von Wasser umgeben war. Der Eingang liegt auf der Ostseite. Im Westen findet man eine nach innen gehende Schießscharte, die in die hier etwa ein Meter dicke Mauer eingelassen ist.
Der Grundriss des Turmes beträgt 7 × 7 m. Er ist dreigeschoßig und mit einem abgewalmten Satteldach gedeckt. An der Nord- und Südseite sind je ein elliptisches Dachfenster ausgespart. Das Dach wurde erst Ende des 19. Jahrhunderts aufgesetzt, zuvor wird der Turm als „in Trümmern liegend“ beschrieben. Die Ecken des Baus werden von unter dem Putz hervorstehenden Ortssteinen gebildet. An der Ost- und der Westseite sind je zwei Fenster pro Stockwerk. Früher dürften die Fenster durch Läden gesichert gewesen sein, wie die in das Mauerwerk eingelassenen Holzteile mit eisernen Angeln vermuten lassen. Im Kellergeschoß sind zwei Fenster im ursprünglichen Zustand, im Osten liegt ein vermauertes Rundbogenfenster. Im ganzen Gebäude befinden sich Holztramdecken, nur die Rauchküche im ersten Stock besitzt ein Gewölbe aus Ziegelmauern. Erkennbar sind noch vier Feuerstellen, die zeigen, dass nach dem Ersten Weltkrieg hier mehrere (Flüchtlings-)Familien gewohnt haben. Eine Tür im ersten Stock mit schmiedeeiserner Angel weist Schnitzereien auf (H.T. 1720 V.T. = Hans und Veit Neupacher-Turner).
Der Thurnhof (Feuersang 6) selbst ist mehrmals umgebaut worden. An der Südost-Ecke ist noch ein alter Baubestand vorhanden. Zwei Sonnenuhren sind an den Mauern angebracht. Die Fenster besitzen noch die alten schmiedeeisernen Gitte und Laden. Im Inneren ist eine beachtenswerte Granitsäule aus dem Anfang des 16. Jahrhunderts, auf der das Gewölbe aufruht. Im ersten Stock ist eine Stube mit Wandtäfelung, kassettierter Tür und Wandkästen mit Tier- und Blumenmotiven. Die Balkendecke weist die Zahl 1634 auf. Der Bauernhof ist in neuerer Zeit hotelartig umgestaltet worden. Der Turm gehört noch immer zu diesem Anwesen.

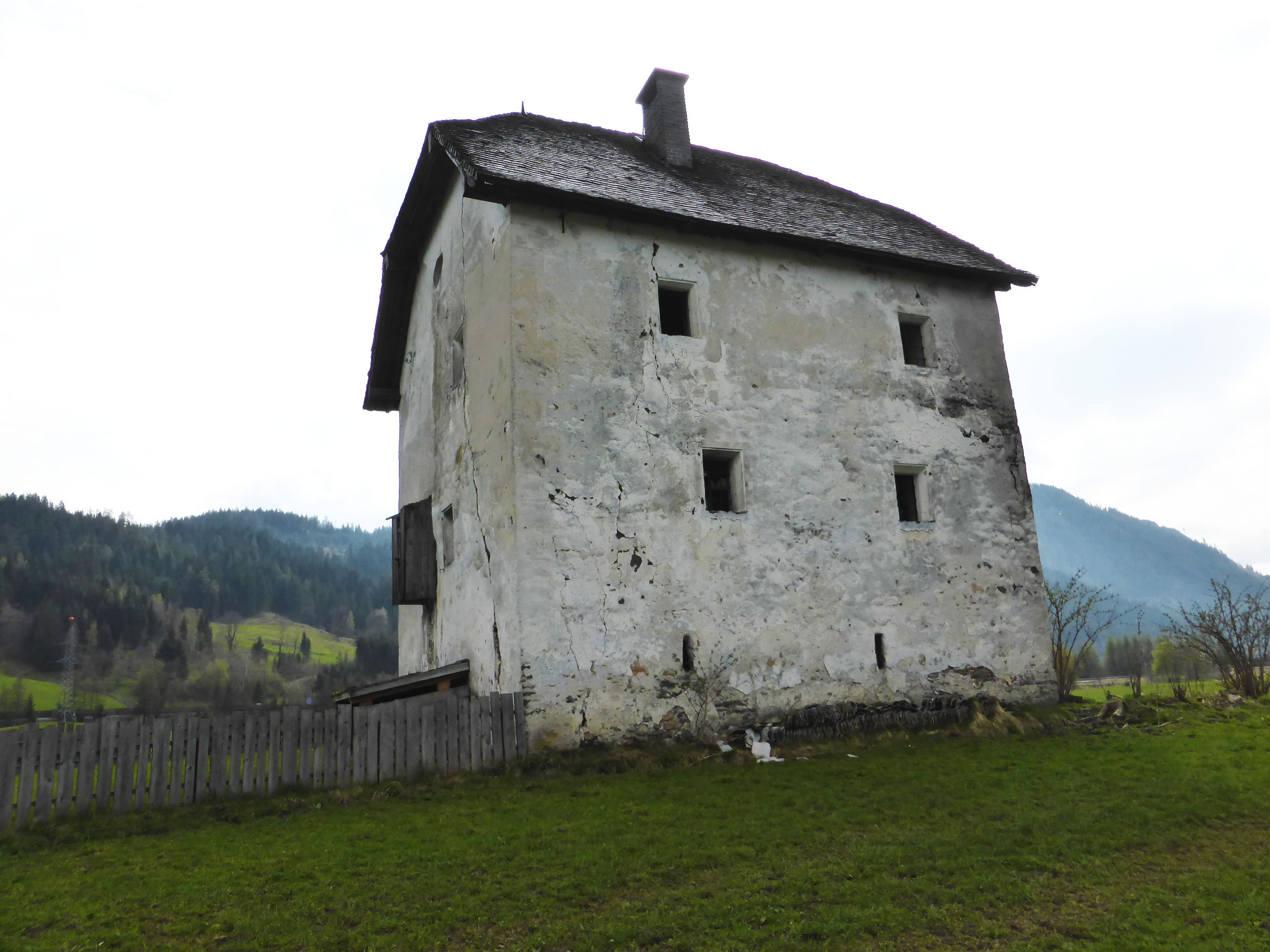
Ansitz Thurnhof
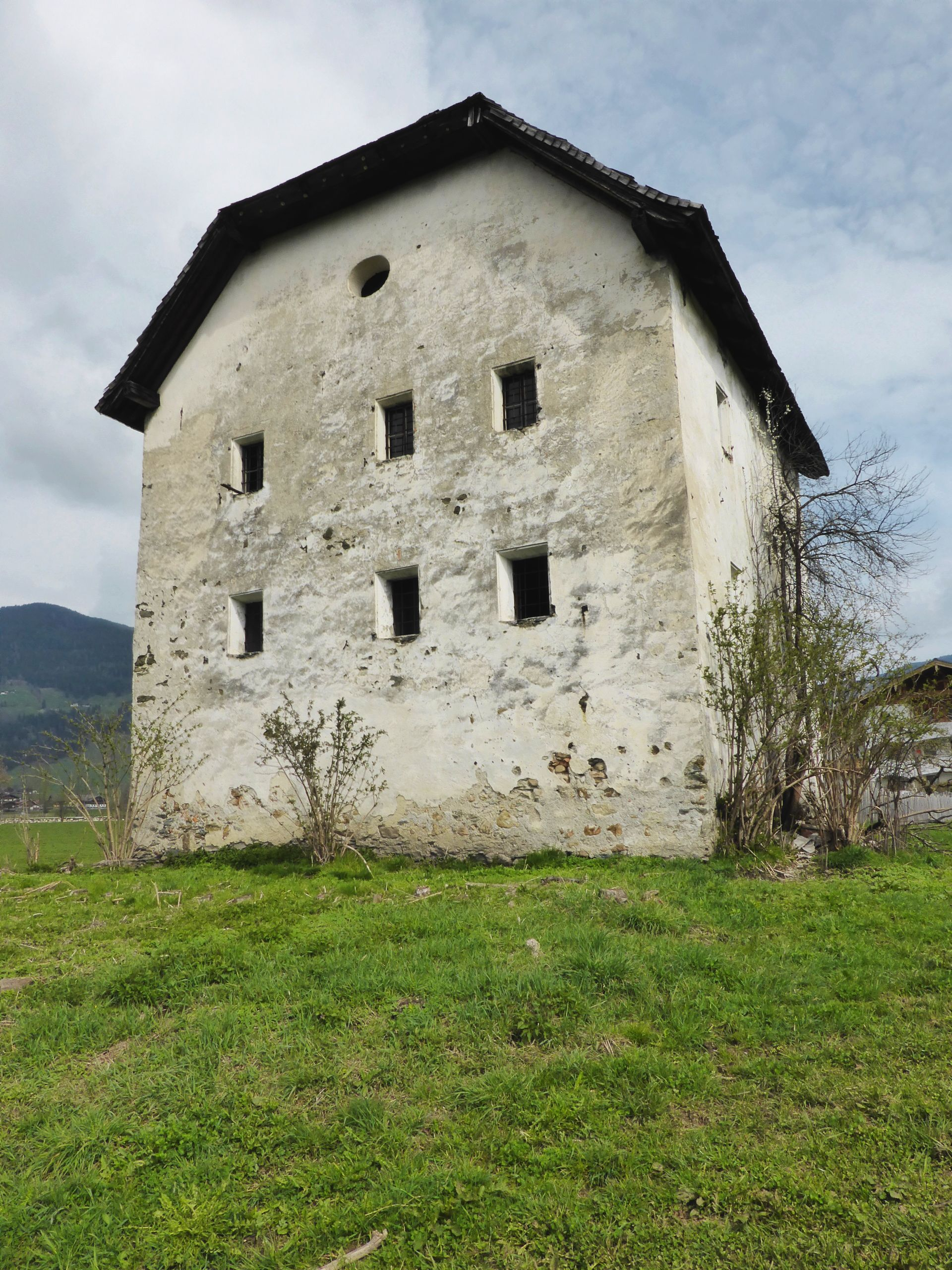
Ansitz Thurnhof
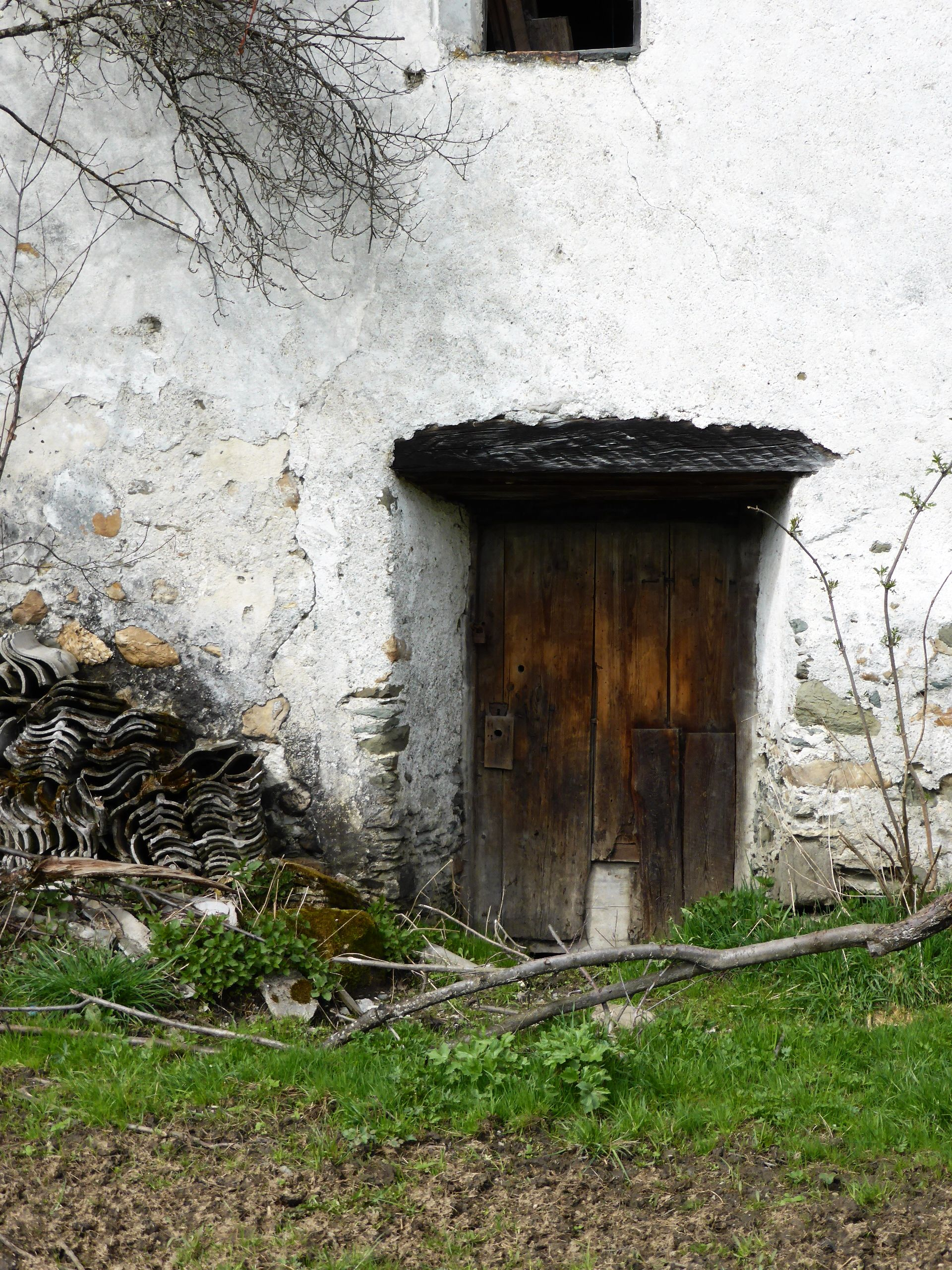
Eingang zum Ansitz Thurnhof
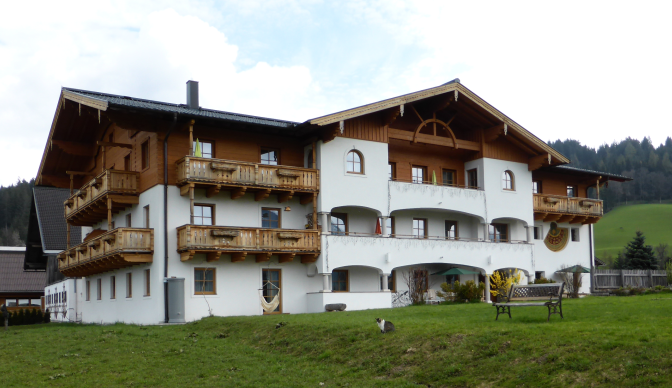
Bauernhof Thurnhof
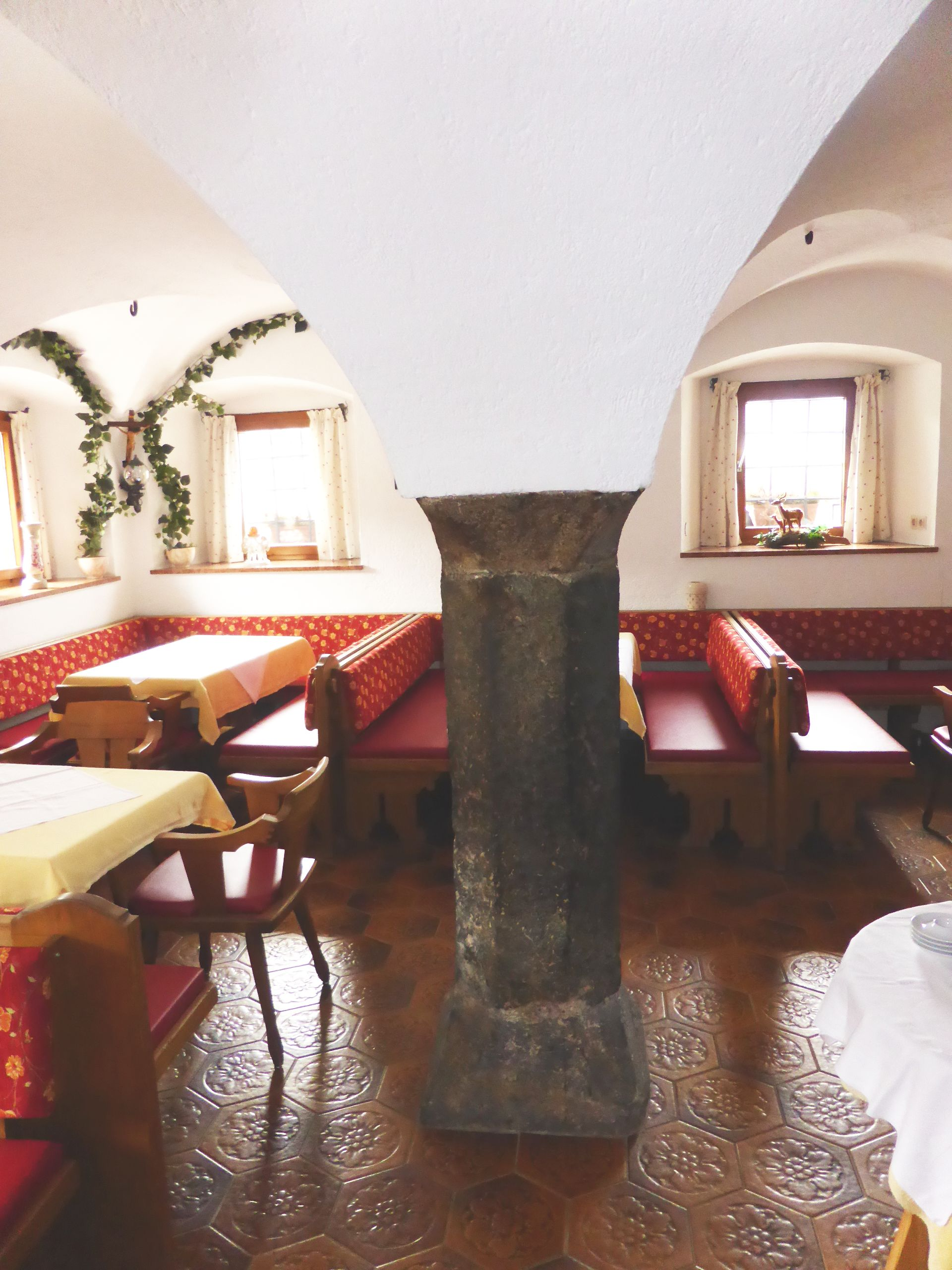
Speisezimmer mit Gewölbe und Granitsäule im Thurnhof